# Американска схема
„Американска схема“ (на английски: American Hustle) е американски пълнометражен игрален филм на режисьора Дейвид О. Ръсел, по сценарии на Ерик Сингър и Ръсел. Премиерата на филма е на 12 декември 2013 г. в Австралия и на 13 декември 2013 г. в САЩ.

## Сюжет
Внимание:  Текстът по-долу разкрива сюжета на произведението (или части от него)!
Филма е базиран на операцията на ФБР – ABSCAM от края на 1970-те и началото на 1980-те години. Ървинг Розенфелд (Крисчън Бейл) и Сидни Проусър (Ейми Адамс) са измамници и партньори в престъпленията, които са разкрити от агента на ФБР Ричи Димазо (Брадли Купър). Той им предлага сделка за да не ги прати в затвора – Ървинг и Сидни трябва да му помогнат да изобличи корупцията в Ню Джърси едно от най-големите средища на мафията в САЩ.

## Актьорски състав
| Актьор           | Роля              |
| ---------------- | ----------------- |
| Крисчън Бейл     | Ървинг Роузенфелд |
| Брадли Купър     | Ричи Димазо       |
| Ейми Адамс       | Сидни Проусър     |
| Дженифър Лоурънс | Розалин Розенфелд |
| Джеръми Ренър    | Кармайн Полито    |

## Награди и номинации
| Категория                               | Номиниран(и)                         | Резултат               |
| Оскар (2 март 2014 г.)                  | Оскар (2 март 2014 г.)               | Оскар (2 март 2014 г.) |
| --------------------------------------- | ------------------------------------ | ---------------------- |
| Най-добър филм                          | Най-добър филм                       | номинация              |
| Най-добър филмов монтаж                 | Най-добър филмов монтаж              | номинация              |
| Най-добри декори                        | Най-добри декори                     | номинация              |
| Най-добри костюми                       | Най-добри костюми                    | номинация              |
| Най-добър режисьор                      | Дейвид О. Ръсел                      | номинация              |
| Най-добър оригинален сценарий           | Ерик Сингър и Дейвид О. Ръсел        | номинация              |
| Най-добра мъжка роля                    | Крисчън Бейл                         | номинация              |
| Най-добра женска роля                   | Ейми Адамс                           | номинация              |
| Най-добра поддържаща мъжка роля         | Брадли Купър                         | номинация              |
| Най-добра поддържаща женска роля        | Дженифър Лоурънс                     | номинация              |
| Награда на БАФТА (16 февруари 2014 г.)  |                                      |                        |
| Най-добър грим и прически               | Най-добър грим и прически            | награда                |
| Най-добър оригинален сценарий           | Ерик Сингър и Дейвид О. Ръсел        | награда                |
| Най-добра актриса в поддържаща роля     | Дженифър Лоурънс                     | награда                |
| Най-добър филм                          | Най-добър филм                       | номинация              |
| Най-добри декори                        | Най-добри декори                     | номинация              |
| Най-добри костюми                       | Най-добри костюми                    | номинация              |
| Най-добра режисура                      | Дейвид О. Ръсел                      | номинация              |
| Най-добър актьор в главна роля          | Крисчън Бейл                         | номинация              |
| Най-добра актриса в главна роля         | Ейми Адамс                           | номинация              |
| Най-добър актьор в поддържаща роля      | Брадли Купър                         | номинация              |
| Златен глобус (12 януари 2014 г.)       |                                      |                        |
| Най-добър филм – мюзикъл или комедия    | Най-добър филм – мюзикъл или комедия | награда                |
| Най-добра актриса в мюзикъл или комедия | Ейми Адамс                           | награда                |
| Най-добра актриса в поддържаща роля     | Дженифър Лоурънс                     | награда                |
| Най-добър режисьор                      | Дейвид О. Ръсел                      | номинация              |
| Най-добър сценарий                      | Ерик Сингър и Дейвид О. Ръсел        | номинация              |
| Най-добър актьор в мюзикъл или комедия  | Крисчън Бейл                         | номинация              |
| Най-добър актьор в поддържаща роля      | Брадли Купър                         | номинация              |
| Сателит (23 февруари 2014 г.)           |                                      |                        |
| Най-добър филмов монтаж                 | Най-добър филмов монтаж              | награда                |
| Най-добър оригинален сценарий           | Ерик Сингър и Дейвид О. Ръсел        | награда                |
| Най-добър филм                          | Най-добър филм                       | номинация              |
| Най-добър режисьор                      | Дейвид О. Ръсел                      | номинация              |
| Най-добър актьор                        | Крисчън Бейл                         | номинация              |
| Най-добра актриса                       | Ейми Адамс                           | номинация              |
| Най-добър актьор в поддържаща роля      | Брадли Купър                         | номинация              |
| Най-добра актриса в поддържаща роля     | Дженифър Лоурънс                     | номинация              |
| Емпайър (30 март 2014 г.)               |                                      |                        |
| Най-добра актриса                       | Ейми Адамс                           | номинация              |
| Най-добра актриса в поддържаща роля     | Дженифър Лоурънс                     | номинация              |